# Kaifeng
Kaifeng är en kinesisk storstad på prefekturnivå vid Gula floden i provinsen Henan i centrala Kina. Den ligger omkring 79 kilometer öster om provinshuvudstaden Zhengzhou. Befolkningen inom stadsgränsen uppgick 2004 till 577 000 invånare, men hela prefekturen har 4,8 miljoner invånare. Ett tidigare namn på staden är Bianliang.

## Historia
År 364 f.Kr. blev staden huvudstad i staten Wei, och fick då namnet Daliang (大梁). Då Södra Wei upphörde övergavs staden. En helt ny stad, Bian (汴), grundades år 781 under Tangdynastin. Under Songdynastin utvecklades den rejält. Under den dynastins tidiga fas (960-1127) blev Kaifeng rikets huvudstad och var då en av världens största städer.
1642 översvämmades staden med avsikt, då Mingdynastins styrkor skulle hindra Li Zicheng och hans bondeupprors framfart. 1662 började staden åter byggas upp, under Kangxi-kejsarens tid. 1841 svämmades den dock återigen över, och en ny återuppbyggnad påbörjades 1843.
Kaifeng är känt för att länge haft en muslimsk minoritet samt en liten judisk minoritet, vars ättlingar fortfarande bor i staden.
I Kaifeng ligger ett av Kinas äldsta universitet av modern typ, Henanuniversitetet 河南大学. Det grundades 1912. Under kulturrevolutionen fördes Liu Shaoqi till staden, där han hölls i arrest och avled 1969.

## Administrativa enheter
Administrativt består Kaifeng av fem stadsdistrikt och fem härad:
- Stadsdistriktet Gulou (鼓楼区), 58,68 km², 161 300 invånare, administrativt säte;
- Stadsdistriktet Longting (龙亭区), 91,51 km², 116 000 invånare;
- Stadsdistriktet Shunhe för huikineser(顺河回族区 ), 86,73 km², 241 100 invånare;
- Stadsdistriktet Yuwangtai (禹王台区), 57,05 km², 148 300 invånare;
- Stadsdistriktet Jinming (金明区), 252,38 km², 182 000 invånare;
- Häradet Qi (杞县), 1 258 km², 1,05 mill. invånare;
- Häradet Tongxu (通许县), 767 km², 600 000 invånare;
- Häradet Weishi (尉氏县), 1 257 km², 870 000 invånare;
- Häradet Kaifeng (开封县), 1 302 km², 670 000 invånare;
- Häradet Lankao (兰考县), 1 116 km², 760 000 invånare.

## Klimat
Genomsnittlig årsnederbörd är 702 millimeter. Den regnigaste månaden är juli, med i genomsnitt 190 mm nederbörd, och den torraste är januari, med 5 mm nederbörd.